# Килер (Висконсин)
Килер (енгл. Kieler) насељено је место без административног статуса у америчкој савезној држави Висконсин.

## Демографија
По попису из 2010. године број становника је 497.
| Група             | 2000.    | 2010.       |
| Белци             | 0 (0,0%) | 491 (98,8%) |
| Афроамериканци    | 0 (0,0%) | 0 (0,0%)    |
| Азијати           | 0 (0,0%) | 0 (0,0%)    |
| Хиспаноамериканци | 0 (0,0%) | 3 (0,6%)    |
| Укупно            | 0        | 497         |